# William Golding
Sir William Gerald Golding (n. 19 septembrie 1911, Newquay, Anglia, Regatul Unit al Marii Britanii și Irlandei – d. 19 iunie 1993, Perranarworthal⁠(d), Cornwall⁠(d), Anglia, Regatul Unit) a fost un romancier britanic, laureat al Premiului Nobel pentru literatură în 1983. El prezintă în romanele sale criza conștiinței omului modern confruntat cu problemele realității contemporane.

## Motivația juriului Nobel
„...pentru romanele sale care, cu perspicacitatea unei arte narative realiste dar purtând și amprenta diversității și universalității mitului, iluminează condiția umană din lumea de azi.”

## Biografie
S-a născut pe 19 septembrie 1911 la St Columb Minor, un sat apropiat de Newquay, Cornwall. A început să scrie la vârsta de 7 ani. Tatăl său era un profesor local cu convingeri politice radicale și o încredere oarbă în puterea științei. Familia sa s-a mutat la Marlborough, unde William a urmat Marlborough Grammar School. A mers mai apoi la Universitatea din Oxford (Colegiul Brasenose, Oxford) în 1930, unde a studiat științele naturii și limba engleză. Prima sa carte, o culegere de poeme, a apărut în 1934 cu un an înainte ca Golding să primească diploma de BA. A luat parte în Marina britanică la debarcarea din Normandia și la operațiunea de scufundare a celui mai mare crucișător german, nava Otto von Bismarck în timpul celui de-al Doilea Război Mondial.
S-a căsătorit cu Ann Brookfield, o chimistă, în 1939. După ce a fost pe rând actor, marinar, muzician, a devenit profesor de engleză și filozofie la școala Bishop Wordsworth's School din Salisbury.

## Cariera literară
William Golding s-a dedicat exclusiv scrisului abia la cincizeci de ani, în 1961. Experiența războiului avea să-l marcheze profund: el și-a pierdut atunci încrederea în om ca o ființă inocentă: pentru el, până și copiii poartă în suflete germenele răului. Aceasta este tema primului său roman, The Lord of the Flies, din 1954 (trad. Împăratul muștelor, 1969) care a cunoscut un enorm succes imediat după apariție. Urmează alte 11 romane și două volume de eseuri, tratând, toate, aceeași temă. În 1983, în discursul de recepție  a premiului Nobel, Golding se arăta uimit de obstinația cu care oamenii caută semnele deznădejdii lăsate de el în opera sa. „Eu nu mă simt deloc deznădăjduit” , spunea el cu acel prilej. Iar paradoxul acesta exprimă cel mai bine luciditatea cu care a privit întotdeauna lumea în care ne este dat să trăim.

## Bătrânețea
A primit titlul de cavaler de la regina Elisabeta a II-a a Regatului Unit în 1988.
William Golding a murit in casa sa din Perranarworthal, lângă Truro, în Cornwall, pe 19 iunie 1993 și a fost îngropat în cimitirul bisericii din Bowerchalke, Wiltshire, Anglia.

## Opere selective
- 1954: Lord of the Flies, roman (Traducere de Constantin Popescu (1969). Împăratul muștelor. București: Editura pentru Literatura Universală.)
- 1955: The Inheritors, roman (Traducere: (2009). Moștenitorii. București: Editura Leda. ISBN 973-102-233-8 Verificați valoarea |isbn=: checksum (ajutor).)
- 1956: Pincher Martin, roman (Traducere de Lidia Ionescu (1980). Martin cel avid. București: Editura Univers, colecția Globus.)
- 1958: The Brass Butterfly, roman [Fluturele de aramă]
- 1959: Free Fall, roman [Cădere liberă]
- 1966: The Pyramid, roman [Piramida]
- 1971: The Scorpion God, o culegere de trei nuvele: The Scorpion God, Clonk Clonk și Envoy Extraordinary.
- To the Ends of the Earth [Călătorie la capătul pământului], o trilogie istorico-maritimă, cu romanele:
  - 1980: Rites of Passage [Rituri de trecere]
  - 1987: Close Quarters [Reședințe apropiate]
  - 1989: Fire down below [Foc de la brâu în jos].